# Caroline de Combray
Caroline de Combray, född 21 juli 1773 i Falaise, Calvados, död 6 oktober 1809 i Rouen, var en fransk kontrarevolutionär och rojalist. Hon var år 1808 inblandad i en aktion mot Napoleons regering tillsammans med sin älskare Armand-Victor Le Chevalier, dömdes till döden och avrättades.